# Athelopsis virescens
Athelopsis virescens är en svampart som beskrevs av Hallenb. & Hjortstam 1996. Athelopsis virescens ingår i släktet Athelopsis och familjen Atheliaceae.   Inga underarter finns listade i Catalogue of Life.